# Lycaea bajensis
Lycaea bajensis is een vlokreeftensoort uit de familie van de Lycaeidae. De wetenschappelijke naam van de soort is voor het eerst geldig gepubliceerd in 1925 door Clarence Raymond Shoemaker.